# Cecil Healy
Cecil Healy (n. 28 noiembrie 1881, Sydney, Noul Wales de Sud, Australia – d. 29 august 1918, Somme, Picardie⁠(d), Franța) a fost un înotător australian, medaliat olimpic. A participat la o ediție a Jocurilor Olimpice (1912) în care a câștigat o medalie de aur și o medalie de argint.